# Liste des épisodes d'Arnold et Willy

Cette liste cite les épisodes de la série télévisée américaine Arnold et Willy, partagée en huit saisons.

## Première saison (1978-1979)
1. Papa nous voilà (Movin' In)
2. Papa est-il un bourreau d'enfants ? (The Social Worker)
3. T'affole pas mamie (Mother's Last Visit)
4. À vos pupitres (Prep School)
5. La fessée (The Spanking)
6. Mais où est passée Dolly ? (Goodbye Dolly)
7. Le poisson rouge n'aime pas l'eau chaude (The Trial)
8. Souvenirs, souvenirs [1/2] (Retrospective [1/2])
9. Souvenirs, souvenirs [2/2] (Retrospective [2/2])
10. Frappe-le Arnold (The Fight)
11. Bienvenue au club (The Club Meeting)
12. Te marie pas, papa (The Woman)
13. Un fin psychologue (No Time for Arnold)
14. La cousine des champs (The Relative)
15. Un prof sur mesure (The Tutor)
16. Profession propriétaire (The New Landlord)
17. Ras-le-bol Arnold (Willis' Privacy)
18. Vague à l'âme (Mrs Garrett's Crisis)
19. Au travail Willy ! (The Job)
20. Calamity Larry [1/2] (The Trip [1/2])
21. Calamity Larry [2/2] (The Trip [2/2])
22. Témoin gênant, Arnold ! (Getting Involved)
23. Anniversaire, gâteau, dessert (Willis' Birthday)
24. Tous en scène (The Girls School)

## Deuxième saison (1979-1980)
1. Opération Arnold [1/2] (Arnold's Girlfriend [1/2])
2. Opération Arnold [2/2] (Arnold's Girlfriend [2/2])
3. Larry et compagnie [1/2] (Feudin' and Fussin'  [1/2])
4. Larry et compagnie [2/2] (Feudin' and Fussin'  [2/2])
5. Amourette pour Mme Garrett (Mrs Garrett's Romance)
6. Pas de saumon pour ma sœur (Birds and Bees)
7. Arnold au lit et Mohammed Ali (Arnold's Hero)
8. L'adoption [1/2] (The Adoption [1/2])
9. L'adoption [2/2] (The Adoption [2/2])
10. Le tournoi (Father and Son Day)
11. Les affaires sont les affaires [1/2] (Thanksgiving Crossover [1/2])
12. Les affaires sont les affaires [2/2] (Thanksgiving Crossover [2/2])
13. Pas de femmes entre nous, Arnold (The Rivals)
14. Quelle heure est-il ? (Hot Watch)
15. Une journée de chien (The Dog Story)
16. Votez papa pour les municipales (The Election)
17. Une nana pour papa (Friendly-Mate)
18. Pour le meilleur ou pour le pire (Poor Drummond)
19. C'est du gâteau (Big Business)
20. Kung-fu Arnold (Return of the Gooch)
21. Les meilleurs souvenirs vieillissent en cave (Valentine's Day Retrospective)
22. Un sacré maquillage (Skin Deep or True Blue)
23. Arnold chouchou malgré lui (Teacher's Pet)
24. Le combat des chefs (The Slumber Party)
25. Les funérailles d'Abraham (Arnold Faces Fatality)
26. Il est bas de balancer (The Squealer)

## Troisième saison (1980-1981)
1. Faites sauter la banque [1/2] (The Bank Job [1/2])
2. Faites sauter la banque [2/2] (The Bank Job' [2/2])
3. Une locomotive en solde (Small Claims Court)
4. La remplaçante (Substitute Mother)
5. Un drôle d'anniversaire [1/2] (The Accident [1/2])
6. Un drôle d'anniversaire [2/2] (The Accident [2/2])
7. Non, c'est pas moi, c'est l'autre (Little Mother)
8. Papa marque un essai (Football Father)
9. Love story (First Love) (Première apparition de Janet Jackson dans la série)
10. C'est dans les petits pots... (Count Your Blessings)
11. Arnold joue aux courses (The Loan)
12. Noir c'est noir (Roots)
13. Stoppez les machines (Junk Food Junkie)
14. La manifestation (The Bus)
15. Une starlette est née (The Older Man)
16. Une gentille petite peste (Where There's Hope)
17. Le magicien (The Magician)
18. Un vote pour les femmes (Drummond's Fair Lady)
19. Un ancêtre à abattre (The Ancestors)
20. Ce n'est pas encore du gâteau (Almost American)
21. Arnold a le cœur gros (Room for One More)
22. L'athlète (The Athlete)

## Quatrième saison (1981-1982)
1. Love story 2 (Growing Up)
2. La rentrée (First Day Blues)
3. Le défilé de mode (The Model)
4. Une sacrée équipe (The Team)
5. Chassé croisé (The Big Heist)
6. Qui l'eût cru ? (Double Date)
7. Vive la montagne (The Ski Weekend)
8. Quelle santé ! (Health Club)
9. Coup de pompe (Burial Ground)
10. Quelle classe ! (Hello, Daddy)
11. Eureka (Jilted)
12. Les rêves (Dreams)
13. Kathy (Kathy)
14. Au feu... (Fire)
15. L'intrus (The Squatter)
16. En voiture (The Car)
17. L'enquête [1/2] (Crime Story [1/2])
18. L'enquête [2/2] (Crime Story [2/2])
19. Une petite vie bien tranquille (B.M.O.C.)
20. Pourquoi se faire des cheveux ? (Green Hair)
21. Vive les filles (Have I Got a Girl for You)
22. Les sauveteurs (Lifesavers)
23. Angoisse, vous avez dit angoisse (Stress ? What Stress ?)
24. Le musicien (The Music Man)
25. Adorable (Short But Sweet)
26. Délicatesse (On Your Toes)

## Cinquième saison (1982-1983)
1. Fusillade (Shoot-Out at the O.K. Arcade)
2. La grande brasse (In The Swim)
3. Cyrano de Jackson (Cyrano de Jackson)
4. Le grand frère (Big Brother)
5. Le Tic Tac (The Peacemaker)
6. Le remplacement (Substitute Teacher)
7. La bonne vieille (The Older Woman)
8. L'éclat (A Case of Overexposure)
9. Les vieux souvenirs (Memories)
10. Poussez pas (Push Comes to Shove)
11. Les directeurs (The Executives)
12. Coup de main du Père Noël (Santa's Helper)
13. Y'a jamais de problème (A Growing Problem)
14. Les parents aussi ont des droits (Parents Have Rights, Too)
15. Une femme libre (Independent Woman)
16. L'homme au vélo [1/2] (The Bicycle Man [1/2])
17. L'homme au vélo [2/2] (The Bicycle Man [2/2])
18. Les espoirs d'un père (Family on Ice)
19. La surveillante (Hall Monitor)
20. Le criquet (The Cricket)
21. Camarade de chambre (Roommates)
22. Le journaliste (The Reporter)
23. Pas de rodéo pour Roméo (Romeo and Juliet)
24. Larry la brute (My Fair Larry (a.k.a. My Fair Lady))

## Sixième saison (1983-1984)
1. T majuscule et t minuscule (Mr T and mr. t)
2. La chèvre (The Goat)
3. Rashômon 2 (Rashomon II)
4. Le Carnaval (The Lie)
5. Service mal compris (Drafted)
6. Le cousin (The Van Drummonds)
7. L'oiseau de nuit (The Moonlighter)
8. À quel âge ? (Coming of Age)
9. Question de caractère (Assert Yourself)
10. Monsieur Deux (Mrs Z)
11. Reine d'un jour (The Senior Class Queen)
12. Y'a pas de fumée (Where There's Smoke)
13. Scènes de ménage (The Houseguest) (Dernière apparition de Janet Jackson dans la série)
14. Le petit ami (The Boyfriend)
15. Maggie
16. Les auto-stoppeurs [1/2] (The Hitchhikers [1/2])
17. Les auto-stoppeurs [2/2] (The Hitchhikers [2/2])
18. Hollywood nous voilà ! [1/2] (Hooray for Hollywood [1/2])
19. Hollywood nous voilà ! [2/2] (Hooray for Hollywood [2/2])
20. Le mariage [1/2] (The Wedding [1/2])
21. Le mariage [2/2] (The Wedding [2/2])
22. Retour de lune de miel (The Honeymoon's Over)
23. Le bar Mitzvah (The Bar Mitzvah Boy)
24. Mystère (Kathy's)

## Septième saison (1984-1985)
1. La chasse aux fantômes (A Haunting We Will Go)
2. Arnold et Lisa (Arnold and Lisa's Mother)
3. Les cauchemars de Sam (Bed-Wetting)
4. Un espion qui aimait (Undercover Lover)
5. Arnold fait grève (Arnold's Strike)
6. Le père de Sam (Sam's Father)
7. Carmella Bella et la bête (Carmella Meets the Gooch)
8. Cafards et cafard (Arnold the Entrepreneur)
9. Le tribunal des élèves (The Honorable Arnold J. Jackson)
10. Les gymnastes (The Gymnasts)
11. S.O.S. Froussard (Tonsils)
12. Lever de rideau (Arnold's Songbird)
13. On va gagner (Baseball Blues)
14. S.O.S. écureuil (Arnold Saves the Squirrel)
15. Sam adopte un grand-père (Sam Adopts a Grandparent)
16. Nom de nom ! (Harry Birthday Drummond)
17. La bénédiction (Sam's New Pal)
18. L'ambassade russe (Russian Embassy)
19. Sans limite (Cheers to Arnold)
20. Arnold, homme des bois (A Camping We Will Go)
21. Top niveau et flop niveau (Beauty is in the Eye of Arnold)
22. Travail à la chaîne (Blue Collar Drummond)
23. Autodéfense (Street Smarts)
24. Une amie très spéciale (A Special Friend)

## Huitième saison (1985-1986)
1. L'enlèvement [1/2] (Sam's Missing [1/2])
2. L'enlèvement [2/2] (Sam's Missing [2/2])
3. Sale temps pour Arnold (Bully for Arnold)
4. La course à l'amour (Love on the Run)
5. Départ à la fac (Willis Goes to College)
6. Profession reporter (Arnold's Job)
7. Professeur par intérim (A Tale of Two Teachers)
8. Arnold et les têtes givrées (So You Want to Be a Rock Star)
9. En parlant du diable (Speak No Evil)
10. Premier amour (Arnold's Bad Rep)
11. L'anniversaire (It's My Party and I'll Cry if I Want To)
12. Arnold et le bizutage (Arnold's Initiation)
13. Boulimie (Bulimia)
14. Le grand frère de Sam (Sam's Big Brother)
15. L'homme araignée (Arnold's Tangled Web)
16. Pauvres et inconnus (Lifestyles of the Poor and Unknown)
17. Rendez-vous manqué (The Big Bribe)
18. Le club photo (The Photo Club)
19. La première page (The Front Page)